# Cabo de Santa Maria (Angola)
O Cabo de Santa Maria é um cabo localizado em Angola, cerca de 200 km a sudoeste de Lobito e 130 km a sudoeste de Benguela.

## História
Em 1482, o navegador português Diogo Cão chegou ao cabo de Santa Maria, quando procurava o ponto mais austral do continente africano. Foi chamado como cabo do Lobo. O objetivo da expedição era procurar uma passagem que permitisse circum-navegar África.
Para reivindicar a soberania portuguesa, Diogo Cão erigiu no topo do cabo um padrão. Permaneceu nesse lugar até à sua transferência para Lisboa em 1892.
A primeira viagem de Diogo Cão não alcançou o seu objetivo, e regressou a Portugal com escravos.

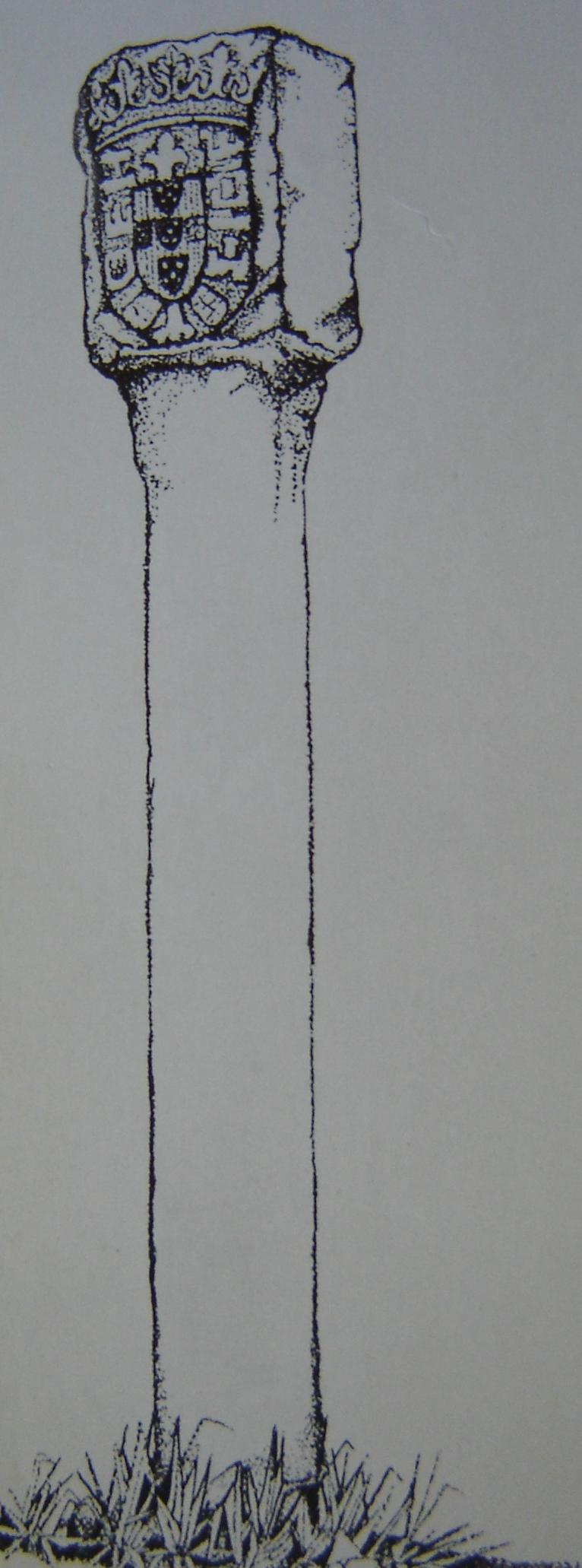
O padrão erigido no cabo de Santa Maria. Hoje encontra-se em exposição no Museu de História e da Ciência da Universidade do Porto dentro da exposição que faz alusão aos 130 anos da revista National Geographic.
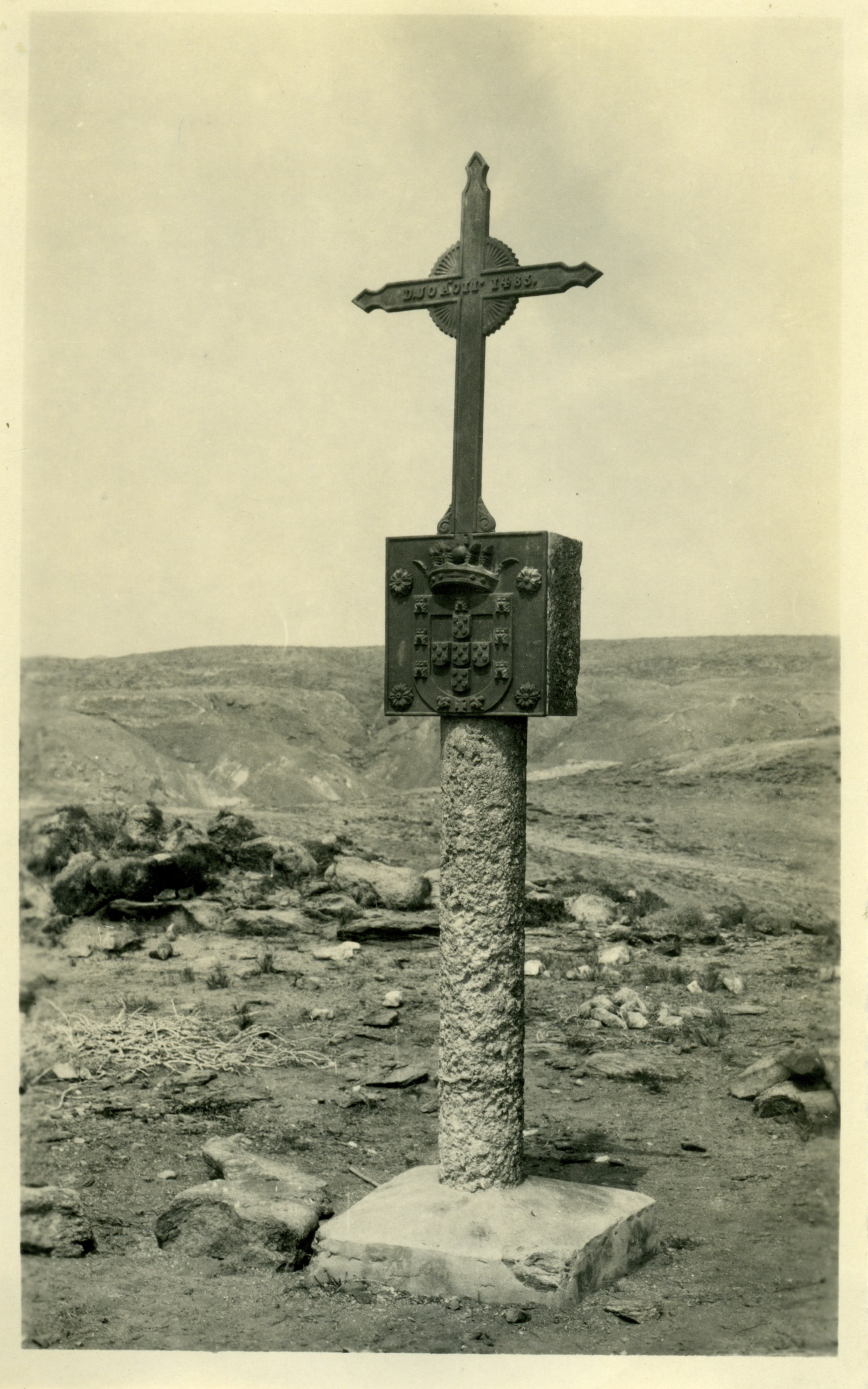
O padrão de substituição erigido no cabo de Santa Maria.